# Guatteria axilliflora
Guatteria axilliflora är en kirimojaväxtart som först beskrevs av Dc., och fick sitt nu gällande namn av Robert Elias Fries. Guatteria axilliflora ingår i släktet Guatteria och familjen kirimojaväxter. Inga underarter finns listade i Catalogue of Life.